# Contea di Gong'an
La contea di Gong'an (公安县S, Gōng'ān XiànP) è una contea della Cina, situata nella provincia di Hubei e amministrata dalla prefettura di Jingzhou.